# Suiko
Suiko (推古天皇?, Suiko-tennō; 3 gennaio 554 – Asuka kyō, 15 aprile 628), è stata la trentatreesima imperatrice del Giappone secondo il tradizionale ordine di successione, che regnò dal 592 fino alla morte con il nome di Toyomike Kashikiya Hime no Mikoto.
Gli eventi e le date che la riguardano sono riportate negli Annali del Giappone (日本紀?, Nihongi o Nihonshoki) e nelle Cronache degli antichi eventi (古事記?, Kojiki), testi che furono compilati all'inizio dell'VIII secolo.
Fu la prima donna a salire sul trono del crisantemo. Il suo regno fu caratterizzato da grandi avvenimenti in campo sociale, culturale e religioso, che trasformarono il paese in un periodo che fu tra i più fiorenti della storia giapponese. I Nihongi la descrivono come una donna di rara bellezza.

## Biografia

### Origini
Era una delle figlie dell'imperatore Kinmei e della principessa Katashi-hime, figlia dell'"Ōomi" (Primo Ministro) Soga no Iname. Il suo nome alla nascita era principessa Nukatabe (額田部皇女).
Nel 571, a 18 anni, sposò come seconda consorte il principe ereditario e suo fratellastro da parte di padre Nunakuro no Futotamashiki, che sarebbe poi divenuto imperatore nel 572, con il nome postumo di Bidatsu. Nello stesso anno morì la prima consorte,  Hiro-Hime, e Nukatabe divenne la nuova imperatrice consorte. Ebbe dal sovrano due figli e cinque figlie.
Dopo la morte di Bidatsu, nel 585, Suiko giocò un ruolo importante nella scena politica giapponese, grazie all'appoggio dello zio, il nuovo Ōomi Soga no Umako, figlio di Iname. Il fratello Yomei, fervente buddhista, salì al trono dopo Bidatsu, e durante il suo breve regno (585-587) promosse l'adozione a corte del buddhismo, ma le lotte intestine tra i clan imperiali ostacolarono i suoi progetti.

### Antefatti al suo regno
Da alcuni decenni si era scatenata una lotta per il potere tra i diversi clan della corte di Yamato, che aveva unificato sotto le sue insegne il paese. La disputa aveva anche connotati religiosi, con il tentativo da parte di alcune famiglie di introdurre a corte il buddhismo, avversato dai clan legati alla tradizione shintoista.
Le famiglie che si distinsero in tale scontro furono:
- Il clan Soga, che era il maggior sostenitore del buddhismo, i cui capi si fregiavano del titolo di "grande ministro" (臣?, Omi)
- Il clan Mononobe, che controllava l'esercito e, fedele alla tradizione shinto, era il più agguerrito rivale dei Soga.[3]
- Il clan Nakatomi, maestri delle cerimonie shinto di corte ed alleati dei Mononobe

Alla morte dell'imperatore Yomei, avvenuta nel quarto mese lunisolare del 587, si scatenò un conflitto per la successione. I Mononobe ed i Nakatomi tentarono di favorire l'ascesa al trono del principe Anahobe, fratellastro di Nukatabe, mentre Soga no Umako, capo del clan Soga, si oppose al progetto dei rivali e sostenne la candidatura del principe Hatsusebe, fratello di Anahobe.
La contrapposizione fu radicale e si risolse con la battaglia di Shigisan, che si svolse nel 587 lungo il fiume Ekagawa, nella provincia di Kawachi, l'odierna parte sud-orientale della prefettura di Osaka. Lo scontro vide il trionfo dell'armata Soga e la distruzione del clan Mononobe, il cui capo, Moriya, trovò la morte assieme al principe Anahobe ed al capo-clan dei Nakatomi.
L'evento ebbe come conseguenza l'ascesa al trono del crisantemo di Hatsusebe, che divenne imperatore con il nome Sushun. Fu l'inizio dell'incontrastato dominio della scena politica da parte di Soga no Umako, che fece del buddhismo la religione ufficiale di corte.
Il regno di Sushun ebbe inizio nel  587, terminando poi nel 592, in quell'arco di tempo, Soga no Umako, in piena autonomia e con l'aiuto di Nukatabe e del principe Shōtoku, fervente buddhista e nipote di Sushun, iniziò a cambiare il volto del paese e l'organizzazione statale.
Nel 588 venne costruito l'Hōkō-ji, detto anche Asukadera, il più grande complesso templare buddhista costruito in Giappone fino ad allora, e furono intensificati i rapporti commerciali, culturali e diplomatici con i tre regni di Corea e la Cina della dinastia Sui. Vennero inoltre gettate le basi per la nuova amministrazione dello stato, che venne impostata sul modello cinese, influenzato dal pensiero buddhista e confuciano.
Sushun si rese conto di essere una pedina nelle mani di Soga no Umako e ne progettò l'assassinio. Quando questi se ne accorse, lo precedette e assoldò il sicario Yamato no Aya no Ataikoma (東漢直駒?), che uccise l'imperatore nel 592.

### Ascesa al trono
Alla morte di Sushun, gli succedette la sorellastra Nukatabe, che divenne imperatrice con il nome Toyomike Kashikiya Hime no Mikoto, mentre il nome Suiko le sarebbe stato dato postumo. Soga no Umako le affiancò l'anno dopo come reggente il principe Umayado, detto anche Shōtoku, nipote di Suiko, la quale gli diede in moglie una delle sue figlie, Uji no Shitsukai. Ebbe inizio un periodo di pace e prosperità per il Giappone e per la sua corte, logorata da decenni di lotte intestine fra i suoi clan.
A Suiko fu attribuito molto tempo dopo la morte l'attuale titolo imperiale di "sovrano celeste" (tennō?, 天皇), che secondo buona parte della storiografia fu introdotto per il regno dell'imperatore Tenmu. Il suo titolo fu "grande regina che governa tutto quanto sta sotto il cielo" (Sumeramikoto o Amenoshita Shiroshimesu Ōkimi?, 治天下大王), oppure anche "grande regina di Yamato" (ヤマト大王/大君).
I clan dell'antica provincia di Yamato, che corrisponde all'attuale prefettura di Nara, costituirono il regno che, nel periodo Kofun (250-538), si espanse conquistando buona parte dei territori delle isole di Honshū, Kyūshū e Shikoku. A seguito di tali conquiste, ai sovrani di Yamato fu riconosciuto il titolo di "grande re" (Ōkimi?, 大王) di Yamato. Fu solo a partire dal VII secolo che il "grande regno" venne chiamato impero, ed il titolo di imperatore fu esteso a tutti i sovrani precedenti della dinastia.
Quando salì al trono, Suiko spostò la capitale dall'odierno distretto di Shiki alla vicina Asuka kyō, la capitale classica dell'omonimo periodo Asuka. La corte si insediò nel nuovo palazzo Toyura, secondo la tradizione che vedeva di cattivo auspicio per un imperatore giapponese risiedere nello stesso palazzo del defunto predecessore. Nel 603 la corte si spostò ancora, insediandosi a palazzo Owarida, fatto costruire sempre ad Asuka Kyō.
Fu ripresa la strada delle riforme cominciate durante il regno del suo predecessore e vennero raggiunti grandi traguardi, grazie alla fine delle lotte che avevano dilaniato la corte per molti anni. L'amministrazione statale venne rifondata, il buddhismo divenne religione di corte, ebbero un grande sviluppo le arti e gli studi, e gli scambi commerciali e diplomatici con l'estero si moltiplicarono.
Fervente buddhista, poco prima di diventare imperatrice Suiko si era fatta monaca ed aveva trascorso un periodo in monastero. Viene ricordata come una sovrana saggia e giusta; malgrado che le iniziative più importanti fossero state prese da Umayado e Soga no Umako, lei seppe ritagliarsi importanti spazi ed affermare la propria personalità. Affiancò Umayado nella diffusione del buddhismo, prendendo parte alle delibere ad essa relative, come quelle che decretarono la costruzione dei templi.

### Il reggente Umayado
Durante il regno di Suiko, il reggente Umayado si rese protagonista di eventi epocali che avrebbero trasformato il Giappone in un paese moderno, allineandolo ai grandi stati del continente sotto ogni profilo. Le sue opere, ispirate dai modelli cinesi e dal pensiero confuciano, che sono riportate negli annali del Giappone Nihongi, fecero di lui uno dei personaggi più venerati dai giapponesi. È tuttora considerato protettore del paese, della casa imperiale e della fede buddhista.
Appena fu nominato reggente, fece costruire il grande complesso templare buddhista Shitennō-ji (四天王寺?), il primo eretto a spese dello stato in Giappone, e tuttora uno dei più famosi del paese. Fu costruito nei pressi del porto imperiale di Naniwa, l'odierna Osaka, per dimostrare ai visitatori d'oltremare lo splendore della corte e del paese intero. Volle che attorno ai templi avessero sede le nuove quattro istituzioni (Shika-in?, 四箇院), che avevano lo scopo di innalzare il livello di civilizzazione del paese: il Kyōden-in (istituto per la religione e l'istruzione), l'Hiden-in (istituto di assistenza sociale), il Ryōbyō-in (ospedale), ed il Seiyaku-in (farmacia). In seguito, avrebbe fatto costruire altri templi importanti, tra cui l'Hōryū-ji, eretto nei territori della sua famiglia, a Ikaruga.
Fece riorganizzare i ranghi della società secondo criteri ispirati al confucianesimo, assegnando i più alti in base ai meriti, e non più in base alle discendenze familiari. Nel 604 compilò la costituzione di 17 articoli, che fissava i codici di comportamento di governanti e sudditi nell'ambito di una società buddhista, e che sarebbe rimasta in vigore fino al 1890.
Fu un grande studioso e, dopo aver appreso il sistema di scrittura cinese, lo introdusse a corte. Tra le sue composizioni letterarie spiccano i commenti al Sutra del Loto ed al Vimalakīrti Nirdeśa Sūtra. Allo scopo di formare la nuova classe dirigente, inviò diplomatici e studenti alla corte dei regnanti Sui cinesi, che approvarono il suo operato e riconobbero lo stato giapponese.
Fu celebre una sua missiva del 607 all'imperatore cinese Sui Yangdi, nel cui indirizzo, oltre a mettere sullo stesso piano l'allora nuovo impero giapponese con quello millenario cinese, compariva per la prima volta l'attuale nome del Giappone (Nihon?, 日本) (origine del sole):
"Dal sovrano della terra all'origine del sole (nihon/hi izuru) al sovrano della terra al termine del sole."
Umayado morì nel 622, 6 anni prima di Suiko.

### Altri eventi del regno di Suiko
Nel 594 Suiko promulgò l'editto dei tre fiorenti tesori, che proclamava il buddhismo religione ufficiale del paese.
Un potente terremoto rase al suolo molte abitazioni nella zona della capitale Asuka Kyō nel 599.
Nel 604 l'imperatrice ordinò l'adozione del calendario cinese.
Nel 624, Suiko rifiutò di concedere un terreno imperiale a Umako no Soga, a conferma dell'autonomia dell'imperatrice dal potente ministro.

### Gli ultimi anni del regno
Suiko regnò fino alla morte, avvenuta a palazzo Owarida nel 628, quando aveva 74 anni. Passò gli ultimi anni di vita senza il conforto dei figli, che morirono prima di lei, di Umayado, deceduto nel 622 e di Soga no Umako, deceduto nel 624.

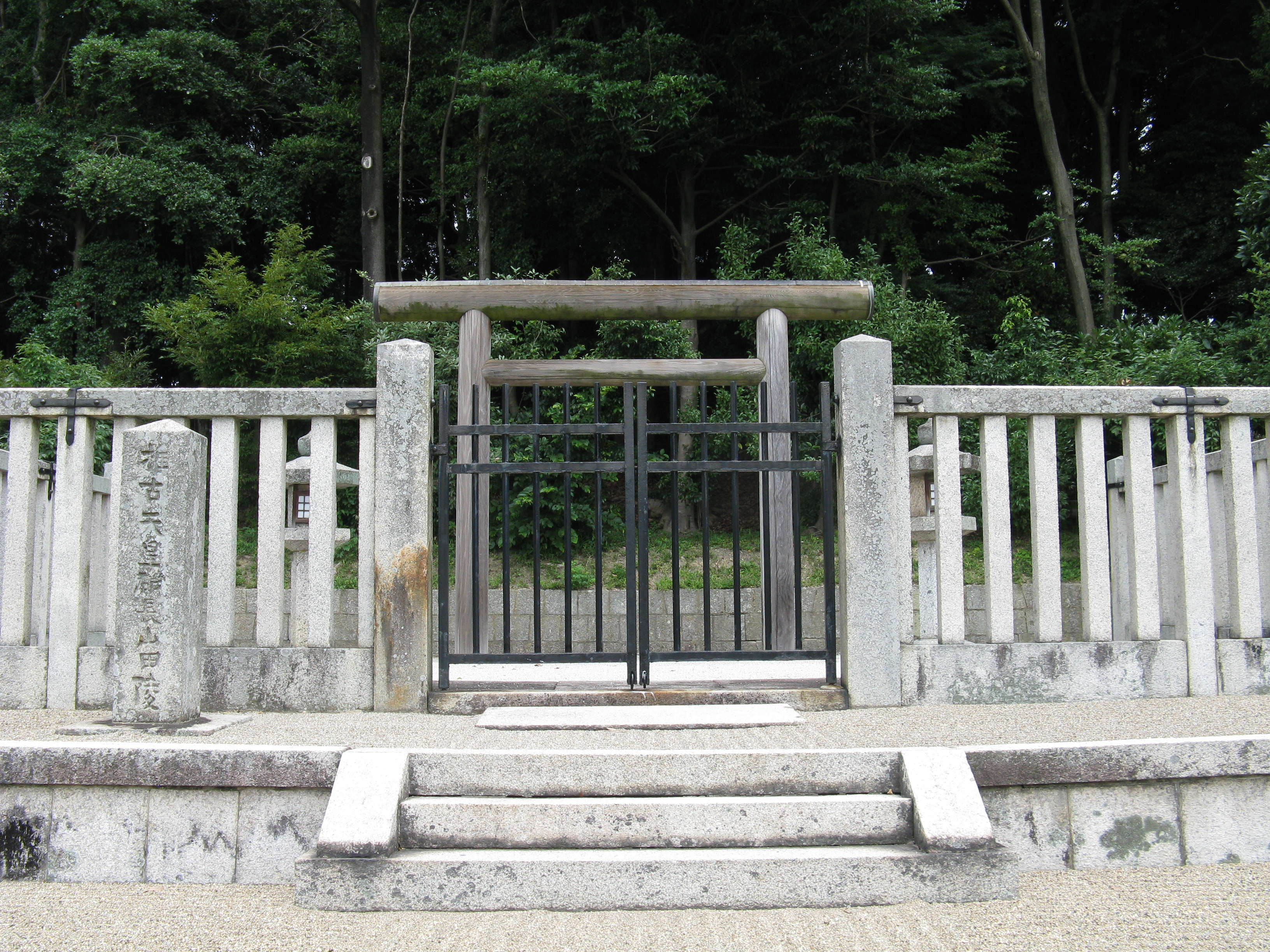
L'ingresso del tumulo shintoista Shinaga no Yamada no misasagi dedicato a Suiko, che si trova nella parte sud-orientale della prefettura di Osaka

Poco prima di morire chiamò a sé e diede dei consigli ai due principi candidati alla sua successione, Tamura, figlio del primogenito che Bidatsu ebbe con la prima consorte, e Yamashiro, figlio primogenito di Umayado. Non si pronunciò però su chi fosse il suo prescelto.
Dopo la sua morte, avvenuta il 15 aprile del 628, si aprì una lotta tra le due fazioni del clan Soga che appoggiavano i due principi. Ebbe la meglio il principe Tamura, che nel 629 salì al trono con il titolo di imperatore Jomei.
Secondo i Nihongi, le spoglie dell'imperatrice Suiko sono state sepolte nel tumulo shintoista (古墳?, kofun) Shinaga no Yamada no misasagi a lei dedicato, che si trova a Taishi, nel distretto di Minamikawachi, nella parte sud-orientale della prefettura di Osaka.

## Discendenza
Ebbe figli unicamente dall'imperatore Bidatsu:
- Principessa Uji no Shitsukahi, che diverrà la sposa del venerato principe Shōtoku
- Principe Takeda
- Principessa Woharida
- Principessa Umori
- Principe Wohari
- Principessa Tame, che sposerà il nipote, l'imperatore Jomei
- Principessa Sakurawi no Yumihari.